# Elise Averdieck

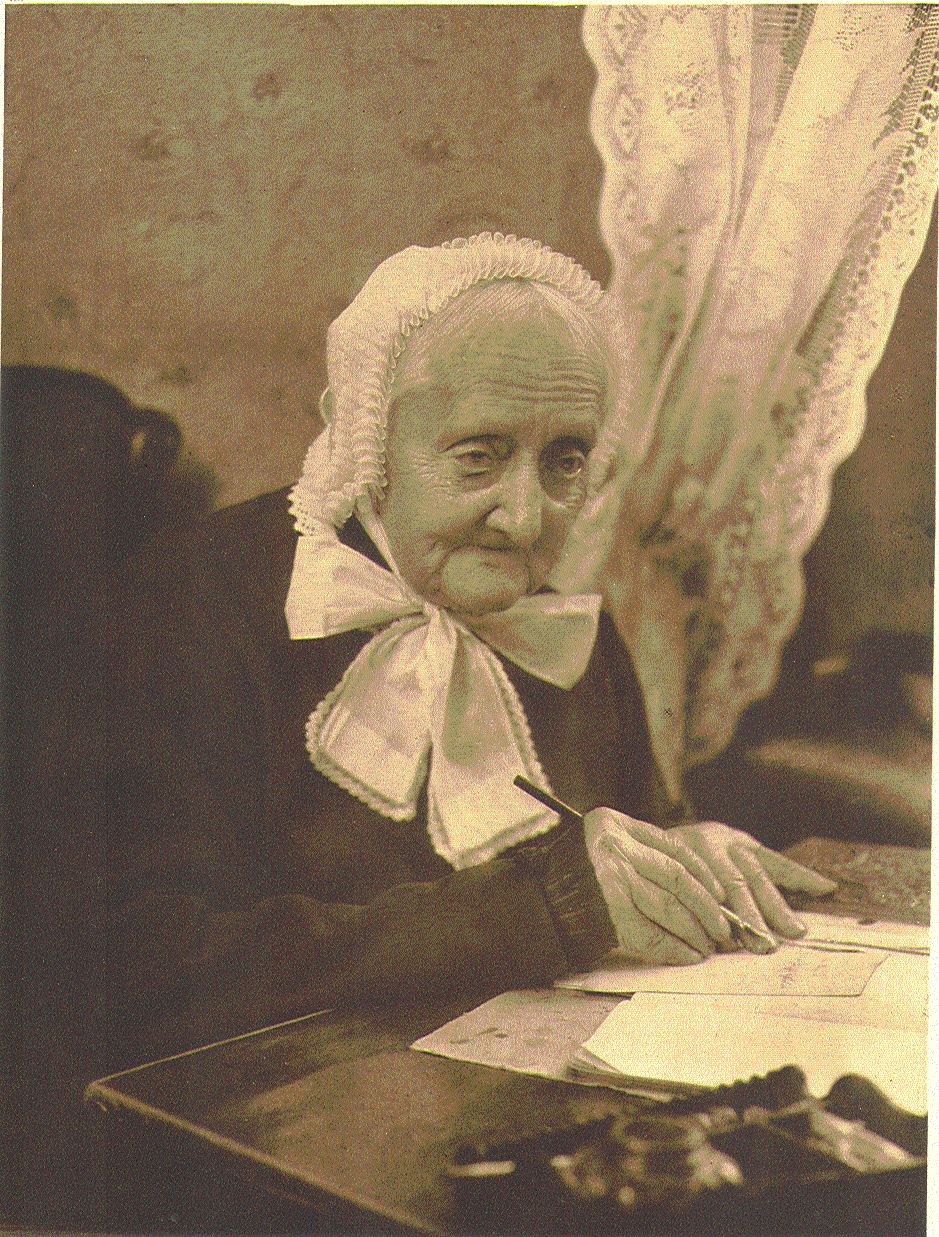
Porträt (1905) von Rudolf Dührkoop

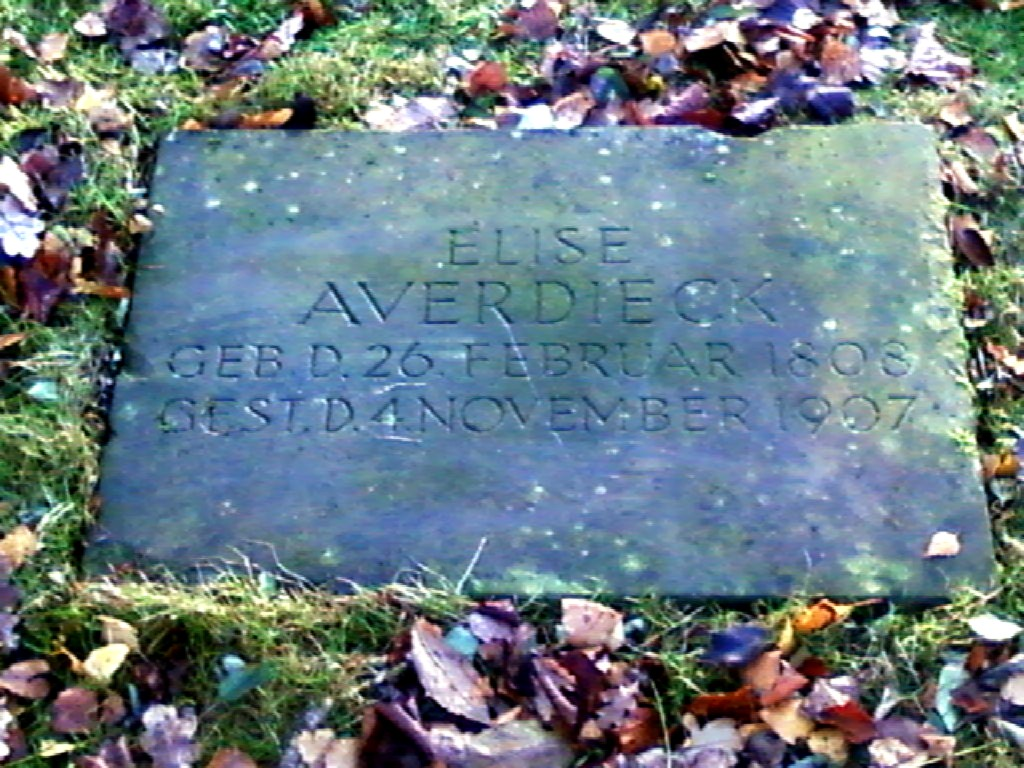
Grabstein auf dem Alten Hammer Friedhof in Hamburg-Hamm

Elise Averdieck (* 26. Februar 1808 in Hamburg; † 4. November 1907 ebenda) war eine deutsche Schriftstellerin, Schulleiterin sowie die Gründerin des Kranken- und Diakonissenmutterhauses Bethesda in Hamburg.

## Leben
Elise Averdieck hatte zwölf Geschwister, zu deren Unterstützung sie nach der Schulzeit zu Hause blieb, um ihnen im Haushalt zu helfen. Im Jahr 1837 eröffnete sie in der Vorstadt St. Georg eine Vorschule für Knaben und übernahm in der St. Georger Sonntagsschule des Pfarrers Johann Wilhelm Rautenberg die Mädchenabteilung, nachdem sie den Rationalismus in ihrem Weltbild gegen den christlichen Gottglauben eingetauscht hatte.
Im Jahr 1849 traf Elise Averdieck mit dem Hermannsburger Erweckungsprediger Ludwig Harms zusammen, dessen Predigt sie zutiefst beeindruckte. Im Rückblick auf ihre erste Begegnung schrieb sie später, das habe der „liebe Gott ganz allein getan“. Die Theologin Inke Wegener schrieb, mit Bezug auf die 1908 von Averdiecks Nichte Hannah Gleiß zusammengefassten Lebenserinnerungen Averdiecks, in ihrer Dissertation zu Averdiecks Zeit in Hermannsburg: „Sie habe in Hermannsburg Eindrücke empfangen, die für ihr ganzes Leben wichtig und entscheidend geworden seien.“
Elise Averdieck arbeitete mit in dem von Amalie Sieveking gegründeten Frauenverein für Armen- und Krankenpflege. Im Herbst 1856 gab sie ihre Schule auf und eröffnete mit zwei Freundinnen in einem gemieteten Haus das Krankenhaus „Bethesda“. Da das Haus zu klein wurde, kaufte sie im Juni 1859 zwei Häuser, die sie zu einem Kranken- und Diakonissenmutterhaus ausbaute, das 1860 dem Kaiserswerther Verband deutscher Diakonissen-Mutterhäuser angeschlossen wurde. Im Jahr 1869 ermöglichte sie die Gründung einer Diakonissenanstalt in Braunschweig. Im Herbst 1881 legte sie ihr Amt nieder.

## Ehrungen

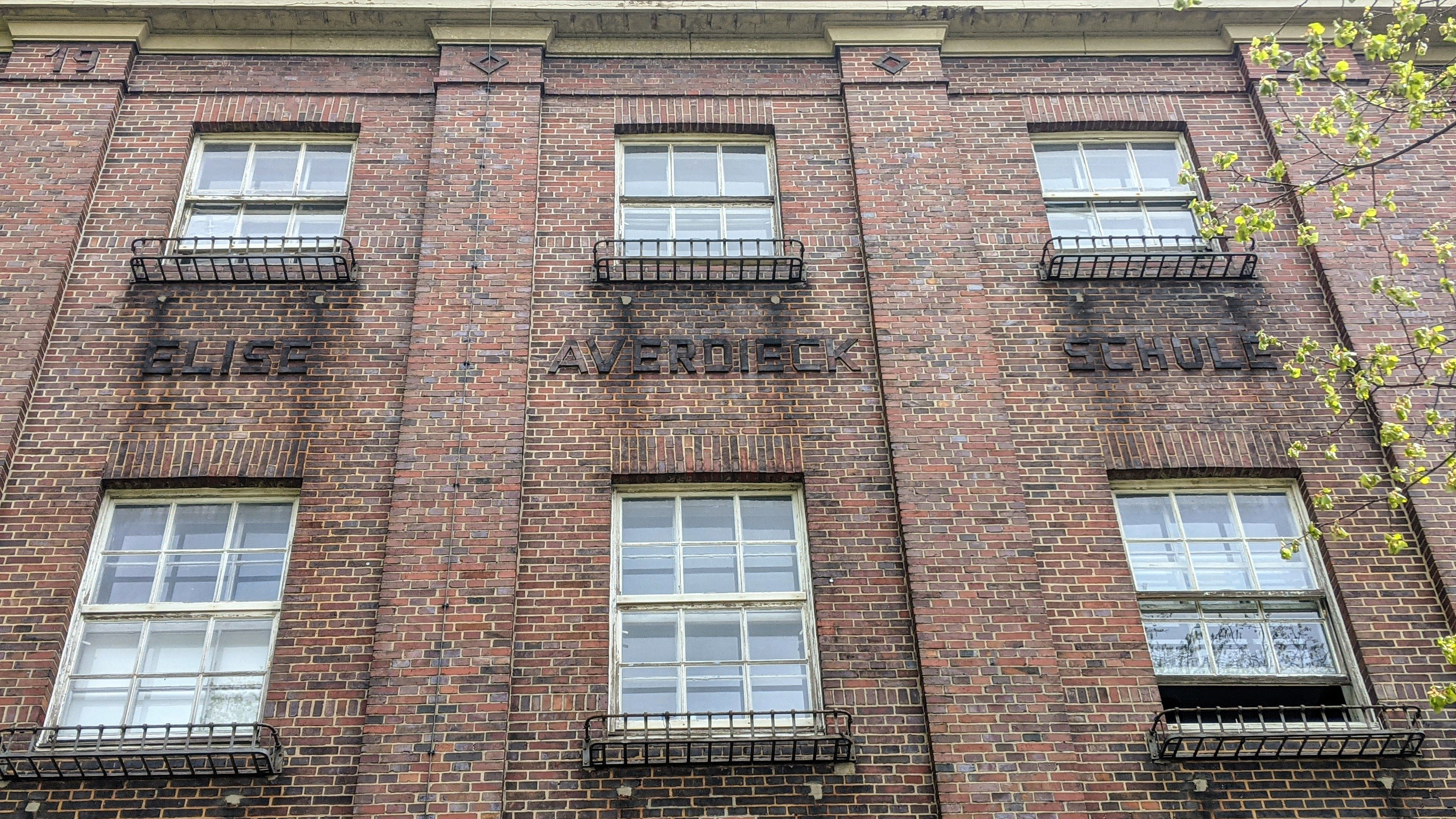
Ehemalige Elise-Averdieck-Schule in Hamburg

Im Hamburger Stadtteil Borgfelde und in Rotenburg (Wümme) wurden Straßen nach ihr benannt. Ebenfalls in Hamburg bestand seit 1909 eine christliche Elise-Averdieck-Schule, die im Jahr 1939 verstaatlicht und 1987 mit dem Gymnasium Hartzloh zum heutigen Margaretha-Rothe-Gymnasium fusioniert wurde.
In der ev.-luth. Diakonissenanstalt Marienstift in Braunschweig ist ein Wohnhaus nach ihr benannt. Seit 2020 trägt zudem der Platz vor dem Marienstift den Namen Elise-Averdieck-Platz.
Aufgrund ihres sozial-karitativen Engagements wurde Elise Averdieck seit 1990 in der Reihe der zwölf neuzeitlichen Apostel und Apostelinnen der Apostelkirche (Hamburg-Eimsbüttel) aufgenommen. Im Altarraum der Kirche erinnern Porträts von Persönlichkeiten der neueren Geschichte an deren beispielhaftes Wirken im Dienste der Menschheit.

## Werke
Elise Averdieck schrieb Romane, darunter auch vielgelesene Kinderbücher:
- Der Hamburger Brand, 1842. Neuausg. von Eckart Klessmann, Saucke, Hamburg 1993.
- Ansgar oder: Was vor 1000 Jahren geschah. Den Kleinen erzählt, Kittler, Hamburg 1865
- Kinderleben. I: Karl und Marie, 1850, 2. Auflage 1887
- Kinderleben. II: Roland und Elisabeth, 1851
- Kinderleben. III: Lottchen und ihre Kinder, 1870, 2. Auflage 1877
- Kinderleben. IV: Tante auf Reisen, 1883
- Erlebnisse aus alter und neuer Zeit, 1880
- Bethesda. Rückblicke, 1887
- Mein, 1890
- Schulmeisters Spitz und seine Bekannten, 1894
- Geburtstagsfest, 1898
- Ferien in Süderhaff, 1903
- Lebenserinnerungen, zusammengestellt von Hanna Gleiß
  - Teil 1, 1908
  - Teil 2: Elise Averdieck als Diakonissenmutter, 1912